# Nemadactylus macropterus
Nemadactylus macropterus, conosciuto come Castagnola atlantica,è un pesce appartenente alla famiglia Cheilodactylidae.

## Distribuzione e habitat
È stato trovato in alcune isole dell'oceano Indiano, al largo dell'Australia meridionale, in Tasmania, sulla costa atlantica del Sud America, e nella Nuova Zelanda ad una profondità di circa 400 m, su tutti i tipi di fondi.

## Descrizione
Presenta un corpo molto compresso lateralmente ed abbastanza allungato. Il colore di base è grigio-argentato, ma sopra sono presenti due fasce più scure sopra l'occhio e dietro la testa. La pinna caudale è profondamente biforcuta. La sua lunghezza è compresa tra 30 e 70 cm.
Può raggiungere gli 1,8 kg.

## Biologia

### Alimentazione
Si nutre di crostacei, policheti, molluschi, echinodermi ed altri invertebrati acquatici.

### Riproduzione
È oviparo e la fecondazione è esterna.